# Escuela Normal de Costa Rica

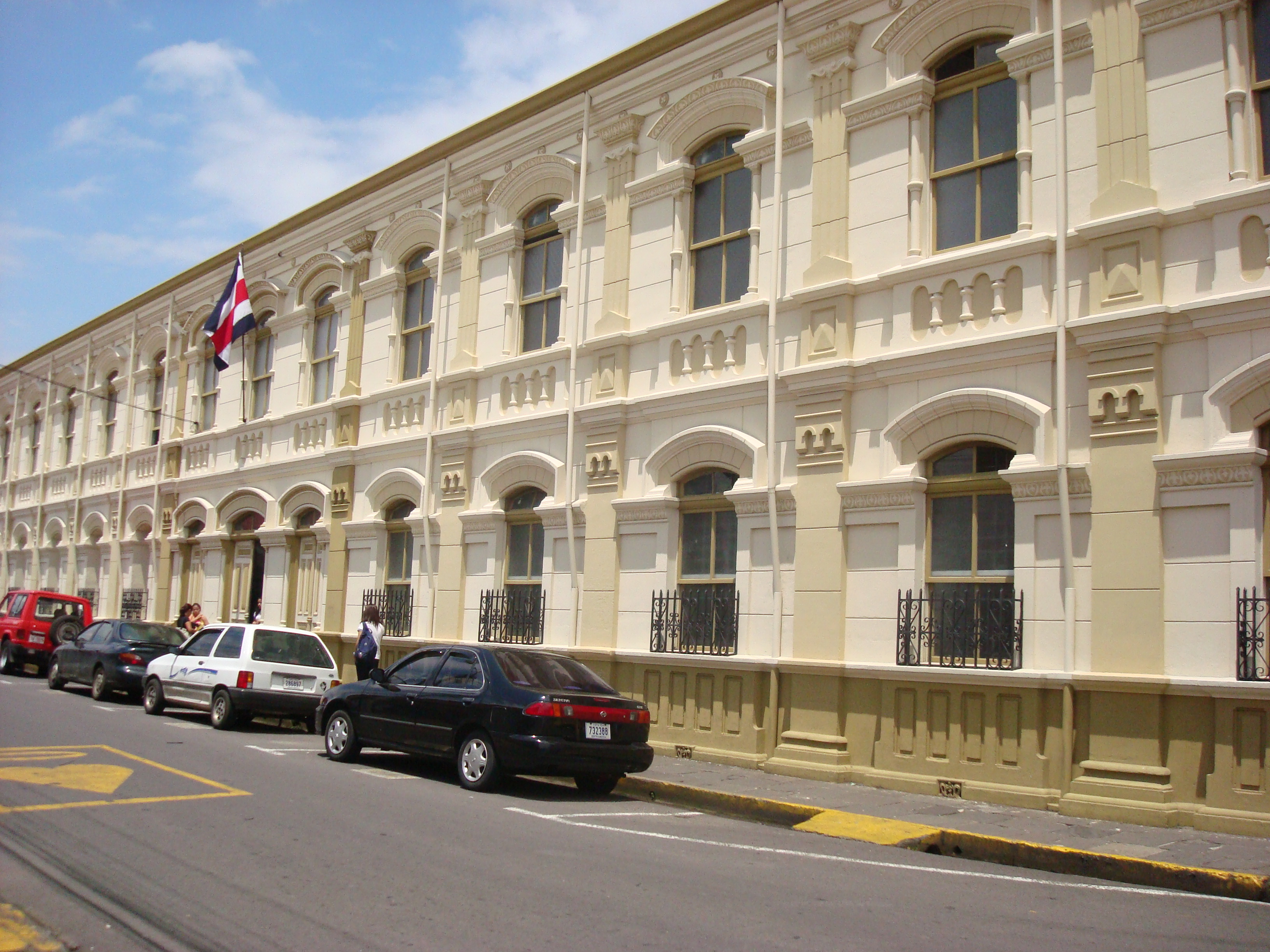
Anteriormente Sede de la Escuela Normal

La Escuela Normal de Costa Rica tuvo su antecedente más directo en la Escuela de Heredia, un importante centro educativo normalista creado por Alfredo González Flores el 28 de noviembre de 1914 en la ciudad de Heredia, Costa Rica.
La escuela normal de Heredia es la cuna de muchos de nuestros maestros ya que en principio
era la única que del país, la cual era que creaba a profesores. 
La Escuela de Heredia tuvo sus repercusiones sobre toda la enseñanza nacional y, en concreto, en la estructura de los estudios del Liceo de Costa Rica, y el Colegio Superior de Señoritas. 
En esta escuela es donde nace la Universidad Nacional de Costa Rica ubicada en Heredia
- Datos: Q5838820